# Ollainville, Essonne
Ollainville är en kommun i departementet Essonne i regionen Île-de-France i norra Frankrike. Kommunen ligger i kantonen Arpajon som tillhör arrondissementet Palaiseau. År 2022 hade Ollainville 5 361 invånare.

## Befolkningsutveckling
Antalet invånare i kommunen Ollainville
| Referens: INSEE |